# Virgen del Valle (Madrid)
La Virgen del Valle es una obra realizada en 2019. Está ubicada en la Parroquia Santísimo Cristo de la Victoria de Chamberí, en Madrid (España).

## Historia

### Contexto
La elevada emigración venezolana experimentada a comienzos del siglo xxi, considerablemente incrementada en la década de 2010, trajo consigo que numerosos nativos de Venezuela se trasladasen a España, tierra de sus antepasados, llevando consigo las tradiciones y costumbres de su país de origen. La Virgen del Valle venerada en la Isla de Margarita cuenta con devoción en Madrid desde 2017 a raíz de la llegada de la veterinaria Kary Fabiana Prieto Sánchez, caraqueña que creció en la isla y que por motivos de salud prometió celebrar su fiesta todos los años. Según su testimonio, su hija, aquejada de una enfermedad, logró sanar por intercesión de la Virgen del Valle y del beato José Gregorio Hernández, quien acorde a su relato se le apareció en un sueño portando un retrato de la Virgen del Valle al tiempo que decía: «Tu hija está curada».

### Elaboración

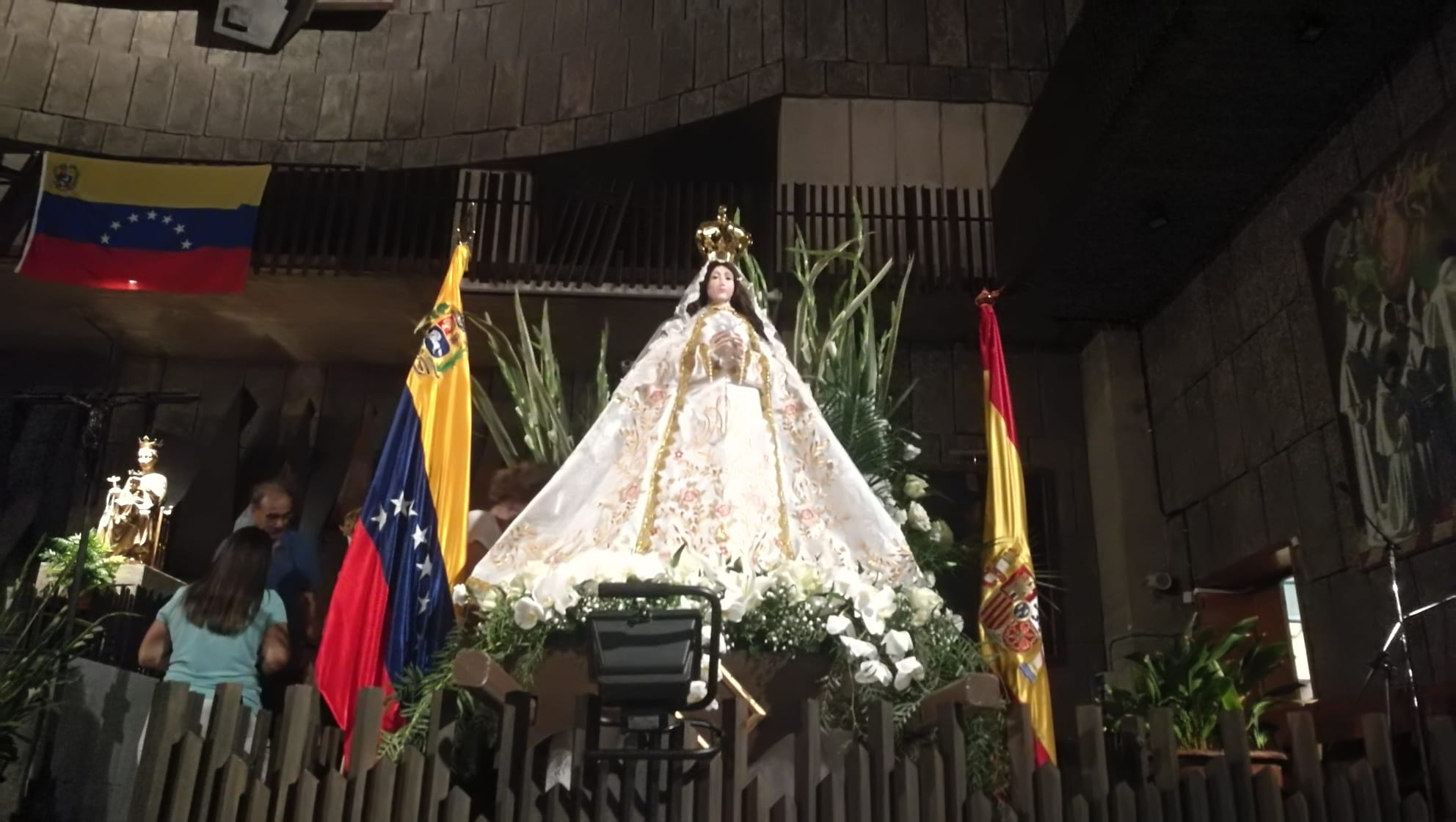
La Virgen del Valle en el presbiterio de la Basílica Hispanoamericana de Nuestra Señora de la Merced.

En 2019, junto a un grupo de venezolanos residentes en Madrid a los que reunió a través de redes sociales, Kary tomó la iniciativa, con ayuda también de varios españoles, de hacerse con una réplica de la talla; para ello se ofició una primera misa en honor a la Virgen del Valle el 8 de septiembre en la Basílica Hispanoamericana de Nuestra Señora de la Merced con una imagen de pequeñas dimensiones, oficio al que asistieron más de 2500 personas, con cuyas donaciones se obtuvo casi la cantidad de dinero total para poder costear la réplica, tan solo 10 euros más cara de lo recaudado, lo que motivó que la talla fuese conocida como la «Virgen del euro a euro». La imagen fue encargada a la empresa madrileña de imaginería religiosa Santarrufina, si bien el proceso de tallado se llevó a cabo en Polonia, pudiendo sufragarse a su vez el retablo y el pedestal donde recibe culto también con limosnas, tanto de particulares como de empresas españolas y venezolanas (las donaciones se realizaron de forma física y online a través de Instagram). Para la elaboración de la imagen se contó con la ayuda de la Basílica menor de Nuestra Señora del Valle, desde donde se enviaron varias fotografías de la talla original con el fin de que la réplica fuese lo más fiel posible, contando la Asociación de Devotos de Nuestra Señora del Valle del Espíritu Santo de Madrid (constituida en enero de 2021) con la aprobación y el reconocimiento de Emmanuel David González Marcano, presbítero de la diócesis de Margarita, quien hizo llegar un comunicado con su beneplácito a Alfredo Jiménez, párroco del Santísimo Cristo de la Victoria.

### Hechos posteriores
Una vez elaborada la imagen, los miembros de la asociación (Kary Prieto, Aníbal Ramón Gamboa Mata, Jonais del Valle Ferro, Vianca Vanessa Torres Pérez, Ricardo Duque Rippe, Poelly Coromoto González Suárez, Ligia Contreras Nava y Manuel González Colina) empezaron a buscar una iglesia en la capital española donde se pudiese emplazar definitivamente la talla para su culto, anunciándose el 30 de septiembre de 2020 que la Virgen del Valle sería recibida en la Parroquia Santísimo Cristo de la Victoria, acontecimiento logrado gracias al padre Jiménez, quien cedió un espacio en uno de los muros laterales del templo. La bendición de la imagen fue realizada el 4 de septiembre de 2020 por el obispo auxiliar de Madrid Santos Montoya con motivo de una visita pastoral en la Basílica Hispanoamericana de Nuestra Señora de la Merced y ante más de 2500 personas pese a la pandemia del coronavirus, con la entronización efectuada el 28 de enero de 2021 en una misa ofrecida en memoria de Blas Piñar y su esposa Carmen Gutiérrez, acto oficiado por el propio Montoya junto con el padre Jiménez y el sacerdote venezolano José Ivimas. La primera bajada de la talla se produjo el 1 de septiembre de 2021 a las 20:30 horas, realizándose la segunda bajada el 1 de septiembre de 2022 y saliendo por vez primera en procesión el día 8 a las 19:00 horas acompañada por más de cinco mil feligreses. Por su parte, el escudo oficial de la Cofradía de Nuestra Señora del Valle de Madrid, obra del artista sacro andaluz Pedro Palenciano, fue presentado el 1 de julio de 2023 por el obispo de la diócesis de Carora Luis Armando Tineo Rivera y el obispo de la diócesis de Guarenas Tulio Ramírez Padilla.

## Descripción

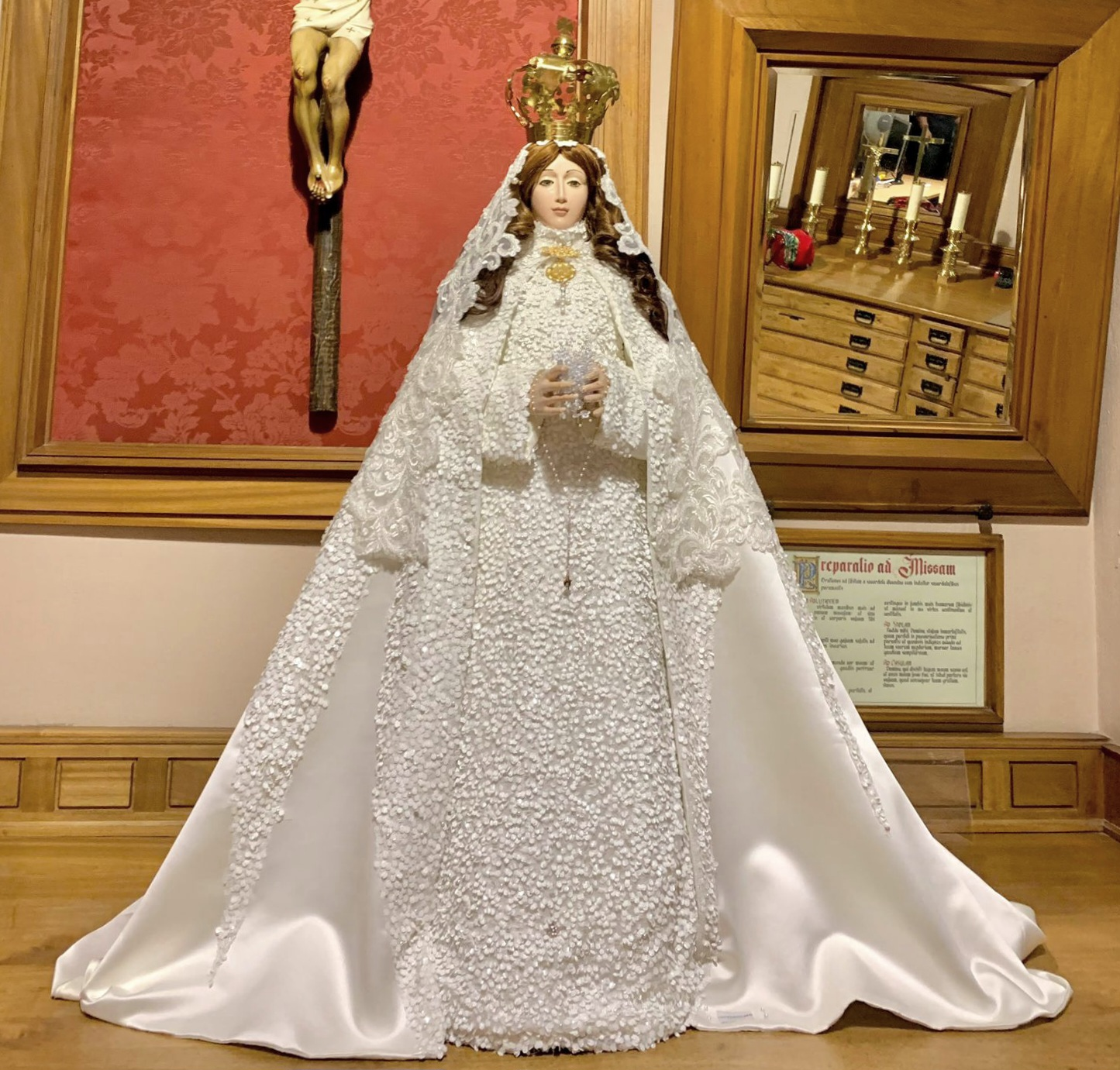
La Virgen del Valle con un traje de Luis Perdomo.

### Talla
La talla, articulada y realizada en madera de roble, constituye una réplica fidedigna de la Virgen del Valle margariteña, contando con idéntica altura. La imagen es de vestir y posee una peluca rizada de pelo natural similar a la de la talla original, con la que a mayores comparte una policromía semejante aunque más estilizada. Pese a su gran calidad, varios fieles comentaron que la réplica no era del todo fiel, particularmente la mirada, baja en la original y frontal en la copia, lo que motivó que en 2023 fuese sometida a una profunda intervención que varió en gran medida sus facciones, si bien ya desde el principio la asociación contó con la pertinente autorización por parte de la Basílica menor de Nuestra Señora del Valle para poder considerarla una réplica a nivel oficial.

### Ajuar
Respecto al ajuar, el primer conjunto fue elaborado en 2020 por las Carmelitas Descalzas del Convento de la Purísima Concepción de Alcalá de Henares, mientras que en 2021 la diseñadora venezolana y participante de la cuarta edición de Maestros de la costura Yelimar Moreno, tras haber sido informada a través de Instagram por varios seguidores de que la Virgen del Valle necesitaba un vestido, se puso en contacto con la cofradía y expresó su deseo de donar un traje de pedrería inspirado en la imagen margariteña así como en la bandera de Venezuela, siendo este el atuendo con el que la talla procesionó por primera vez. También en 2021 el diseñador venezolano Luis Perdomo, quien en 2015 vistió a la Divina Pastora de Barquisimeto, elaboró un conjunto para la Virgen del Valle después de que la cofradía se lo solicitase en el mes de junio; la confección del traje se llevó a cabo en dos semanas (el velo, bordado a mano, en apenas cinco días) y el mismo tiene como tema de inspiración las perlas y los corales blancos. En lo tocante a los complementos, la talla luce una copia de la corona de perlas auténtica, elaborada por el mismo orfebre que fabricó la original y donada a la imagen madrileña en 2023. La Virgen del Valle recibe culto en un retablo dorado y acristalado de estilo neogótico muy similar al de Margarita, cuidadosamente elegido por los integrantes de la asociación al igual que el pedestal sobre el que se asienta, todo ello mostrado al público por vez primera en la ceremonia de entronización.

## Legado
La Virgen del Valle de Madrid se erige como una de las réplicas más famosas de la imagen margariteña, la cual cuenta con varias copias repartidas por diversos templos tanto dentro como fuera de Venezuela, entre ellas las réplicas de la Parroquia Nuestra Señora del Valle de Puerto Sucre (Cumaná), la Catedral de Nuestra Señora del Carmen de Maturín, la Basílica de Santa Teresa de Caracas, la Iglesia Nuestra Señora de Guadalupe de Doral (Florida), la Parroquia Nuestra Señora de Caacupé de Buenos Aires y la Iglesia de Nuestra Señora del Campo de Adeje (Tenerife). La imagen, cuya primera procesión fue retransmitida en vivo por Madrid Directo, tuvo el honor de participar el 6 de mayo de 2023 en el Primer Encuentro Mariano, acto celebrado en la Parroquia Santísimo Cristo de la Victoria en el cual se reunieron imágenes representativas de diversas advocaciones marianas de Venezuela: la Virgen del Valle, Nuestra Señora de Coromoto, la Divina Pastora y la Virgen de Chiquinquirá.